# Veronique Bizet
Véronique Bizet is een Belgische jazzpianiste, componiste, improvisator en muziekproducer. Ze staat bekend om haar experimentele benadering van jazz en improvisatie, evenals haar bijdragen aan de Belgische jazzscene als producer en muzikant.

## Biografie
Véronique Bizet begon op zevenjarige leeftijd met piano en speelde als kind al klassieke muziek. Op dertienjarige leeftijd speelde ze werken van Bach tijdens de Gunther Competitie. Later studeerde ze aan het Instituut voor Vertalers en Tolken in Brussel en verdiepte ze zich in jazz, improvisatie en compositie. 
Ze volgde opleidingen aan verschillende Belgische conservatoria, waaronder die van Namen, Luik en Brussel, en nam deel aan internationale jazzworkshops, onder andere aan het Banff Center for Arts and Creativity in Canada. Ze studeerde bij en werkte samen met tal van gerenommeerde muzikanten, zoals Barre Phillips, John Taylor, Garrett List, Fabrizio Cassol, Nathalie Loriers, Billy Hart en Kenny Wheeler.
Bizet speelde met diverse ensembles en gerenommeerde jazzmusici, waaronder Barre Phillips, Chris Joris, Eric Thielemans, Bert Van den Brink, Cécile Broché, Erwin Vann en Stéphane Mercier. Ze trad op als solopianiste op festivals zoals het Solo Piano Festival in Praag en de Piano Nights in Brussel. Daarnaast gaf ze concertlezingen over muzikale improvisatie.Haar brede interesse in filosofie, psychologie, spiritualiteit en mindfulness beïnvloedt haar muzikale werk sterk. Ze was vier jaar bestuurslid van Les Lundis d’Hortense, de vereniging voor Belgische jazzmusici. 
Naast haar werk als muzikante was Bizet jarenlang actief als producer. Gedurende tien jaar produceerde ze voor het label Jazz Club en werkte ze met internationale artiesten zoals Joe Lovano, Eric Legnini, Kris Defoort, Michel Herr, Bert Joris, Michel Hatzi en Stéphane Galland. Van 1986 tot 1993 was ze verantwoordelijk voor de klassieke en jazzafdelingen van Bizet Productions & Publications Ltd. In 2000 werd de catalogus van het label verkocht aan Hans Kusters Music.

## Discografie
- Quiet Hearts – duo met Bert Van den Brink (piano)
- Moon at Sunrise – duo met Eric Thielemans (piano en drums)
- Bed and Breakfast – duo met Pierre Bernard (fluit en piano)[3][4]